# Jérôme Bascher
Pour les articles homonymes, voir Bascher.
Jérôme Bascher, né le 31 mai 1973 à Senlis (Oise), est un  homme politique français. Il devient sénateur à la suite de la démission de Nadège Lefebvre, élue présidente du conseil départemental de l'Oise. Il est également conseiller départemental sur le canton de Senlis.

## Biographie
Diplômé de l'école nationale de la statistique et de l'analyse de l'information, Jérôme Bascher est attaché statisticien hors classe de l'Insee. En 2002, il rejoint le cabinet de Claudie Haigneré, ministre déléguée à la recherche et aux nouvelles technologies, puis en 2004, celui de Renaud Donnedieu de Vabres, ministre de la culture. En octobre 2006, il est nommé secrétaire général de l'Académie de France à Rome.
En juillet 2007, il quitte Rome pour Bercy et devient conseiller technique au cabinet d'Eric Woerth, ministre du budget, des comptes publics et de la fonction publique.
En décembre 2008, il représente l'État au conseil d'administration de l'Académie de France à Rome[réf. nécessaire]. Il est également directeur de cabinet du PDG d'Adoma Pierre Mirabaud de 2008 à 2011, puis occupe la fonction de responsable des risques de la région Île-de-France à la Caisse des dépôts et consignations.

## Carrière politique
En 1994, il adhère au RPR afin de soutenir Jacques Chirac dans sa campagne lors de l'élection présidentielle de 1995[réf. nécessaire]. Il participe à l'écriture de son programme économique pour l'élection présidentielle de 2002.
En 2001, il figure sur la liste d'Arthur Dehaine pour les municipales de Senlis. En 2008, il est colistier de Christian Patria. La liste étant battue, ils rejoignent l'opposition. À la suite de la crise municipale, où la majorité du conseil municipal démissionne à son initiative en novembre 2010, de nouvelles élections ont lieu en janvier 2011, il s'y représente une nouvelle fois, sur la liste de Christian Patria mais sa liste, arrivée troisième, se retire à l'issue du premier tour.
Élu conseiller général en 2011 du canton de Senlis, il décide de se représenter aux municipales de 2014,, en constituant sa propre liste. Celle-ci est battue et il siège donc sur les bancs de l'opposition,.
Lors des élections départementales de 2015 dans l'Oise, il se représente aux élections départementales sur le canton de Senlis, en binôme avec Corry Neau, et sont élus. Il devient alors vice-président chargé de l'administration générale et des finances. Il préside par ailleurs le Syndicat Mixte Oise Très Haut Débit (SMOTHD) qui fibre le département de l'Oise.
En 2017, il crée la surprise en étant élu président de la nouvelle communauté de communes Senlis Sud Oise, face à Pascale Loiseleur, maire de Senlis.
Lors des élections sénatoriales de 2017 dans l'Oise, il est candidat sur la liste d'Édouard Courtial en troisième position, mais n'est pas élu, la liste emportant deux sièges.
Toutefois, il devient sénateur de l'Oise quelques semaines plus tard, après la démission de Nadège Lefebvre, élue présidente du conseil départemental de l'Oise. Frappé par la législation limitant le cumul des mandats en France, il doit démissionner de l'ensemble de ses mandats exécutifs locaux, et notamment de celui de président de la communauté de communes Senlis Sud Oise.
En 2020, il se porte candidat au poste de rapporteur général de la commission des Finances, sans succès.
Il soutient Xavier Bertrand pour l'élection présidentielle de 2022.
Candidat à sa réélection lors du scrutin de septembre 2023, il n'est pas réélu sénateur.
Nommé par le président du Sénat, Gérard Larcher, Jérôme Bascher siège depuis janvier 2024 au collège de l'Autorité des Marchés Financiers (AMF) où il remplace Patrick Suel.
Le 15 juillet 2024, il est nommé à l'Insee comme coordinateur pour la mise en œuvre du changement de nomenclature d'activité au sein du Service Statistique Publique (SSP). 

## Décorations
- Chevalier des Arts et des Lettres
- Chevalier dans l'ordre national du Mérite[23]
- Médaille des réservistes volontaires de défense et de sécurité intérieure échelon bronze avec agrafe "réserve citoyenne" en tant que colonel de réserve.